# Человек, которого я люблю (фильм, 1946)
«Челове́к, кото́рого я люблю́» (англ. The Man I Love) — нуарная мелодрама режиссёра Рауля Уолша, премьера которой состоялась в 1946 году.
Фильм поставлен по роману Маритты Волфф (англ.  Maritta Wolff) «Ночная смена» (англ. Night Shift) (1942). Фильм рассказывает о певице из Нью-Йорка Пити Браун (Айда Лупино), которая приезжает в Лонг-Бич, Калифорния, навестить двух своих сестёр и брата. Решив на некоторое время остаться, чтобы помочь родственникам, Пити устраивается певицей в ночной клуб Никки Торески (Роберт Алда), который сразу же начинает к ней приставать. Однако Пити влюбляется в бывшего музыканта Сэна Сэном (Брюс Беннетт), который никак не может обрести покой после ухода от него жены. Пытаясь разобраться с собственными романтическими чувствами, Пити одновременно помогает сестре (Андреа Кинг), которая вынуждена работать в клубе официанткой, чтобы содержать себя и ребёнка, а также утешать другую сестру (Марта Викерс), которая влюблена в замужнего мужчину (Дон Макгуайр) и заботиться о своём непутёвом брате (Уоррен Дуглас).
Название фильма было взято из песни Джорджа и Айры Гершвинов The Man I Love, которая несколько раз звучит в фильме.
Хотя съёмки фильма были завершены ещё в 1945 году, его премьера состоялась только в конце 1946 года, а в широкий прокат он вышел в 1947 году.
После выхода картины пресса критиковала её за перегруженный сюжет, логические неувязки и излишнюю сентиментальность, однако публика обеспечила ей кассовый успех. Современные критики в основном положительно оценивают картину, отдавая должное её атмосфере, удачным музыкальным номерам и сильной игре Айды Лупино.

## Сюжет
В популярном нью-йоркском джазовом клубе певица Пити Браун (Айда Лупино) исполняет песню The Man I Love (Человек, которого я люблю), после чего делится с подругой, что после неудачного романа чувствует себя одинокой. Она соскучилась по родным и на рождественские праздники собирается их навестить. В калифорнийском городе Лонг-Бич у Пити остались две сестры — Сэлли Отис (Андреа Кинг) и Вирджиния Браун (Марта Викерс), а также брат Джои (Уоррен Дуглас) — которые вместе проживают в общей квартире. Сэлли работает официанткой в ресторане, которым управляет немолодой Тони Тореска (Уильям Эдмандс). Его племянник Никки Тореска (Роберт Алда), владелец модного ночного клуба и популярный в городе ловелас, обращает внимание на красивую Сэлли. Хотя дядя Тони просит племянника не приставать к Сэлли, так как она порядочная женщина, Никки тем не менее настойчиво преследует её. Сэлли замужем за бывшим военнослужащим и героем войны Роем Отисом (Джон Риджли), который находится в госпитале после контузии. У них есть сын Бадди, которого дети во дворе дразнят тем, что его отец находится в психушке, из-за чего мальчик часто лезет в драку и возвращается домой с синяками. Сэлли и Вирджиния дружат с семейной парой О’Конноров, Джонни (Дон Макгуайр) и Глорией (Долорес Моран), которые проживают в соседней квартире, и часто берут на себя заботу о двух их маленьких мальчиках-близнецах. Вирджиния, похоже, влюблена в Джонни, доброго, заботливого и порядочного парня, который много работает, чтобы содержать семью.
Накануне Рождества приезжает с подарками Пити, которой сёстры чрезвычайно рады. Сэлли рассказывает Пити, что Рой отличный парень, однако она переживает, что в последнее время у него обострилось психическое расстройство, в результате чего он стал агрессивным и ревнивым. В этот момент Джои, который работает подручным у Торески, приносит Сэлли в качестве подарка дорогое вечернее платье. Когда Сэлли узнаёт, что это подарок от Торески, она требует, чтобы Джои вернул его обратно. Джои однако отказывается, не желая расстраивать своего босса. Видя, что сестра оказалась в тяжёлом положении, Пити решает остаться в городе на некоторое время, чтобы помочь ей. Тем же вечером Пити надевает подаренное Тореской платье и направляется в его клуб. Увидев Пити, Тореска тут же переключает на неё своё внимание. А после того, как она выходит на сцену и показывает свои певческие способности, он тут же предлагает ей постоянную работу певицы в своём клубе.
Когда Джонни, поранив на работе руку, попадает в больницу, его красивая и легкомысленная жена Глория отправляется выпить и поразвлечься, оставляя близнецов на Сэлли. В тот же вечер Пити, которая пытается устроить личную жизнь 18-летней Вирджинии, ведёт её вместе с молодым человеком в клуб Торески. Когда Пити должна выйти на сцену, ей сообщают, что Джои арестовали за то, что он устроил драку. Пити срочно уезжает, чтобы внести за него залог, встречая в дверях тюрьмы довольного Джои, которого освободили, так он как заявил, что зачинщиком драки выступил его противник. Того однако задержали, так как у него не было денег, чтобы заплатить штраф. Зная, что вина лежит на Джои, Пити немедленно платит за задержанного штраф, и его освобождают. Им оказывается высокий красивый мужчина (Брюс Беннетт), который сразу производит на Пити впечатление. Однако он явно не стремится проводить вечер в её компании, и, поблагодарив, удаляется. Когда Пити возвращается в клуб, Тореска приглашает её пойти в конкурирующий джазовый клуб «Бамбук» послушать новый ансамбль. Перед уходом Пити видит в клубе Глорию в компании незнакомого мужчины. Пока Пити взывает к её совести, к ним подходит Тореска, предлагая Глории позднее встретиться и обсудить её работу в клубе.
В клубе «Бамбук» Пити снова видит незнакомца, за которого заплатила штраф. Пока Тореска занят переговорами с владельцем клуба, Пити вместе с новым знакомым уходит на прогулку. Выясняется, что его зовут Сэн Томас, и в своё время он был известным нью-йоркским джазовым музыкантом. Пити говорит, что знает и высоко ценит многие из его записей. Она приглашает Сэна к себе домой, где тот рассказывает, что его жизнь резко переменилась после того, как у него начался роман с одной нью-йоркской светской львицей. Поначалу они любили друг друга, и даже поженились, однако со временем их жизненные пути разошлись, они развелись, однако Сэн не может забыть бывшую жену до сих пор. После её ухода что-то в нём надломилось, он забросил музыкальную карьеру, стал выпивать, и в конечном итоге устроился работать моряком торгового флота, и вскоре уходит в плавание. Перед расставанием они целуются, и вскоре у них начинается роман, благодаря которому настроение Пити значительно улучшается. Однако это вызывает ревность Торески, который не оставляет попыток заполучить Пити. Он показывает ей заметку в местной газете, согласно которой вчера бывшая жена Сэна приехала в соседний город Пасадина. Действительно, в этот день Сэн исчезает, однако затем снова приходит к Пити домой. Они обнимаются и проводят романтический вечер. Сэн рассказывает, что не может полностью забыть бывшую жену. Когда он узнал о её приезде, то не выдержал и поехал, чтобы встретиться с ней. Однако на полпути повернул и вернулся назад. Отношение Сэна к бывшей жене вызывает ревность Пити, и она рассерженно просит Сэна уйти, после чего он возвращает ей деньги за штраф и уходит.
Пити навещает Сэлли, которая сообщает, что Вирджиния не интересуется своим молодым человеком и влюблена в Джонни. Она далее рассказывает, что пока Джонни работает в ночную смену, Глория постоянно бросает детей на неё и на Вирджинию и уходит гулять с другими мужчинами, обманывая мужа. Пити подтверждает, что видела её у Торески. Появляется Джонни, который случайно услышал часть их разговора. Когда он пытается вступиться за жену, Сэлли говорит, что её видели в клубе Торески с другим мужчиной. Пока Пити уговаривает Сэлли навестить Роя в больнице, Глория возвращается домой, где Пити категорически запрещает ей когда-либо встречаться с другими мужчинами. После этих слов Джонни пытается примириться с женой, однако та уходит из дома.
Пити приходит в клуб, где Джои сообщает ей, что визит Сэлли к Рою прошёл удачно, и он пошёл на поправку. Тем временем после нескольких свиданий Тореска хочет порвать с Глорией, которая пьяная сидит в одной из клубных гримёрок. Узнав, что Джонни узнал об их отношениях, Тореска пытается немедленно выпроводить её. Когда она отказывается, Тореска вызывает Джои и требует, чтобы тот немедленно отвёз Глорию домой, и чтобы он её больше не видел. Джои не хочет выполнять поручение Торески, зная, как на эту ситуацию отреагирует Джонни, но он всё-таки вынужден подчиниться, и уговаривает Глорию сесть с ним в машину. Тем временем в клуб заходит Сэн, говоря Пити, что пришёл с ней попрощаться, так как завтра уходит в плавание, где надеется разобраться в своих чувствах. Когда Пити говорит, что завтра тоже уезжает, Сэн не выдерживает и целует её.
Во время поездки в туманную ночь Глория не может понять, куда везёт её Джои. Она требует остановить автомобиль и выходит, а когда Джои уезжает, разворачивается и бежит за его машиной. В этот момент на перекрёстке её насмерть сбивает встречный автомобиль. Вернувшись в клуб, Джои рассказывает Тореске о том, что произошло, на что тот заявляет, что Джои придётся взять вину в смерти Глории на себя. Появляется Пити, которой Джои рассказывает, что произошло. Отправив Джои домой, она обвиняет Тореску в том, что это он виновен в смерти Глории. Однако Тореска в ответ заявляет, что все улики указывают на виновность Джои. Он тем не менее готов забыть об этом, если Пити наконец ответит на его чувства, даже если и не любит его. Несмотря на то, что она всё ещё любит Сэна, Пити готова пойти на условия Торски. Когда они выходят из комнаты, то видят разъярённого Джонни с револьвером в руке, который собирается застрелить Тореску. Пити удаётся привести Джонни в чувства, после чего она забирает у него оружие, а затем заявляет Тореске, что сама обо всём расскажет полиции. По возвращении домой Пити и Джои встречают здорового и счастливого Роя, которого выписали из больницы. По просьбе сына он надевает военную форму и выходит вместе с ним во двор, чтобы показать ребятам, что он - настоящий герой войны. После этого Пити говорит Сэлли, что сегодня вечером уезжает, чтобы продолжить певческую карьеру в других городах. Перед отъездом она приходит в порт, чтобы проводить Сэна, который уходит в плавание на торговом корабле. Пити говорит, что любит его, на что Сэн отвечает, что обязательно вернётся, и на прощанье они целуются. Проводив Сэма, Пити в одиночку бредёт вдоль пристани.

## В ролях
- Айда Лупино — Пити Браун
- Роберт Алда — Никки Тореска
- Андреа Кинг — Сэлли Отис
- Марта Викерс — Вирджиния Браун
- Брюс Беннетт — Сэн Томас
- Алан Хейл — Райли
- Долорес Моран — Глория О’Коннор
- Джон Риджли — Рой Отис
- Дон Макгуайр — Джонни О’Коннор
- Уоррен Дуглас — Джо Браун
- Крейг Стивенс — руководитель ансамбля
- Тони Романо — певец в клубе «Бамбук»
- Уильям Эдмандс — дядя Тони
- Джимми Додд — Джимми

## Создатели фильма и исполнители главных ролей
Рауль Уолш за свою режиссёрскую карьеру, охватившую период с 1914 по 1964 год, поставил 122 фильма, наиболее значимыми среди которых стали «Ревущие двадцатые, или Судьба солдата в Америке» (1939), «Джентльмен Джим» (1942), «Белая горячка» (1949) и «Насаждающий закон» (1951). Помимо этой картины Уолш поставил с Айдой Лупино музыкальную комедию «Художники и модели» (1937), а также два классических фильма нуар «Они ехали ночью» (1940) и «Высокая Сьерра» (1941),.
Помимо упомянутых выше фильмов британская актриса Айда Лупино сыграла главные роли в таких признанных криминальных драмах и фильмах нуар, как «Приключения Шерлока Холмса» (1939), «Дамы в уединении» (1941), «Придорожное заведение» (1948), «Женщина в бегах» (1950) и «На опасной земле» (1951). Начиная с 1949 года, Лупино также поставила восемь фильмов как режиссёр, среди них «Нежеланная» (1949), «Оскорбление» (1950), «Автостопщик» (1953), «Двоеженец» (1953) и «Неприятности с ангелами» (1966).
Роберт Алда сыграл в таких фильмах, как «Рапсодия в голубых тонах» (1945), «Плащ и кинжал» (1946), «Зверь с пятью пальцами» (1946) и «Нора Прентисс» (1947), а начиная с 1950-х годов в основном работал не телевидении.
Брюс Беннетт снялся более чем в 100 фильмах, среди которых «Сахара» (1943), «Милдред Пирс» (1945), «Чёрная полоса» (1947), «Нора Прентисс» (1947), «Сокровища Сьерра-Мадре» (1948) и «Внезапный страх» (1952).

## История создания фильма
Фильм основан на романе Маритты Волфф «Ночная смена» (1942), и сценарий фильма изначально имел то же название. Журнал «Голливуд Репортер» 7 октября 1942 года сообщил, что студия Warner Bros. купила права на роман Маритты Вулфф за 25 тысяч долларов.
По информации того же журнала от 12 октября 1942 года, главные роли в фильме должны были сыграть Энн Шеридан и Хамфри Богарт. В середине февраля и в начале марта 1943 года появлялась информация о том, что в фильме должны сыграть Шеридан, Джек Карсон, Джули Бошоп, Хельмут Дантин, Дэйн Кларк, Элинор Паркер и Долорес Моран. В феврале 1943 года Рауль Уолш был назначен режиссёром, а Бенджамин Глейзер (англ. Benjamin Glazer) — продюсером фильма.
Рабочими названиями фильма были «Ночная смена» (англ. Night Shift) и «Почему я родилась?» (англ.  Why Was I Born?). Позднее студия остановилась на названии «Человек, которого я люблю» по названию песни Джорджа и Айры Гершвинов, которая неоднократно звучит в картине.
Администрацию Производственного кодекса не устраивали некоторые моменты сценария. В частности, она возражала против «низкой моральной тональности,… адюльтера и внебрачного секса», а также указала на множество конкретных моментов, которые нужно было удалить, таких как предположение о том, что полицейский был мошенником, и сцены, которые «слишком сильно вторгаются в тонкости супружеской жизни».
Помимо заглавного трека фильм включает также песню Джорджа Гершвина Liza, песни Джерома Керна Why Was I Born? и Bill, Джонни Грина Body and Soul, а также песни других композиторов. Согласно современным источникам, за Лупино в фильме поёт Пег Ла Сентра (англ. Peg LaCentra).
Фильм находился в производстве с середины июля до середины сентября 1945 года и вышел в прокат 11 января 1947 года. По информации Internet Movie Database, премьера фильма состоялась 26 декабря 1946 года в Нью-Йорке.
Как написал биограф Лупино Уильям Донати (англ. William Donati), актриса во время работы над этим фильмом летом 1945 года страдала от изнеможения. Она часто поздно приезжала на съёмочную площадку, и некоторое время даже была прикована к постели. Страдала она и от летней жары. Однажды во время съёмок сцены с Алдой она потеряла сознание. Алда подхватил её, когда она едва не ударилась о тротуар. По словам Донати, платье Лупино было настолько облегающим, что «его пришлось разрезать, чтобы привести её в чувства».
Из-за состояния Лупино, а также из-за постоянных исправлений сценария и из-за того, что все на съёмочной площадке постоянно отвлекались на военные новости — особенно, на «новость об атомной бомбе», работа над фильмом шла очень медленно. Когда съёмки наконец закончились, фильм отстал от графика на 19 дней и имел бюджетный перерасход в 100 тысяч долларов. Лупино закатила большую вечеринку для всех членов творческой группы и «настояла на том, чтобы потанцевать хотя бы раз с каждым из мужчин, пока не подвернула щиколотку». После этого, по словам Донати, «она в течение нескольких недель ходила на костылях».
Как отмечают некоторые историки кино, этот фильм «послужил источником вдохновения» для фильма Мартина Скорсезе «Нью-Йорк, Нью-Йорк» (1977). Однако, как написал киновед Крейг Батлер, «на самом деле между ними мало общего, кроме разве что ситуации с романом двух музыкантов».

## Оценка фильма критикой
По информации историка кино Джереми Арнольда, после выхода фильма на экраны "отзывы критики были либо неоднозначными, либо отрицательными. В частности, Variety описал картину как «хрупкий сексуальный роман». В свою очередь, кинокритик Босли Краузер в «Нью-Йорк Таймс» отметил сентиментальный характер фильма, построенный вокруг блюза и ориентированный на «плаксивых зрителей». По мнению критика, это обычное дело, однако в данном случае «медленное тление чувств одновременно глупо и угнетающе, не говоря о том, что это скучно». Однако, как продолжает Арнольд, «фильм затронул что-то в кинозрителях и стал крупным хитом». Как написал историк кино Уильям Донати, «поклонники Лупино, особенно, женщины, выстраивались в очередь, чтобы посмотреть фильм. Когда жёсткая Пити Брайн, крутая, но эмоционально ранимая, оказывается одна после того, как её любимый уходит в море, это затронуло отзывчивую струну в сердцах многих женщин».
Современный историк кино Крейг Батлер выразил мнение, что эту картину «вряд ли можно назвать великим фильмом», тем не менее, «это приятная, хотя по сути сентиментальная, маленькая мелодрама». Как далее пишет критик, «история представляет собой солянку, где понемногу добавлено и того, и этого. Здесь много музыки (включая некоторое приятное пение Пег Ля Сентры за Лупино), много семейных проблем, жёсткая героиня, которая, если копнуть достаточно глубоко, на самом деле ранима, комнаты в сигаретному дыму и несколько криминальных типов». Всё это «не складывается в полностью удовлетворяющее целое, однако живая игра Лупино в главной роли удерживает фильм на уровне». По мнению Батлера, постановка Уолша «неровная и слишком склонна потакать излишествам сценария, но в целом хорошая, и однозначно привлекательна во многих сценах ночных клубов». Как резюмирует Батлер, «у фильма есть свои недостатки, но пока там присутствует Лупино, они не имеют большого значения». Современный киновед Спенсер Селби назвал картину «выразительным нуаром для женщин» с Айдой Лупино в роли «решительной и смелой послевоенной эстрадной певицы». Как написал другой киновед Майкл Кини, хотя «наблюдать за Лупино всегда приятно, однако эта атмосферная мыльная опера, возможно, покажется слишком сентиментальной для поклонников криминального жанра».
Как отметил историк кино Хэл Эриксон, «логика не является сильной стороной этого фильма, однако он добивается успеха благодаря созданию атмосферы и напряжённости». Джереми Арнольд также подчёркивает, что «это не тот фильм, который держится на сюжете. Здесь всё заключено в атмосфере. Ночные джем-сейшены, криминальные личности и чувственные песни — все это создает незабываемое настроение». Деннис Шварц охарактеризовал картину как «живую, но нелогичную и устаревшую мелодраму». По словам критика, это «мрачная мыльная опера, в которой персонажи мечутся в поисках достойной жизни, испытывая при этом эмоциональный стресс». Шварц считает, что «актёрский текст чересчур сентиментален, а всё происходящее представляет собой одно большое клише». Как в заключение пишет Шварц, «вмешательство Пити принесло некоторую пользу, но не смогло спасти всех от лап одномерного злодея Никки. Однако, если бы даже Никки не причинял вреда персонажам, бесконечное курение и стресс наверняка убили бы их».

## Оценка актёрской игры
По мнению Краузера, «Лупино в роли певицы ведёт себя с удивительной прямотой и мудростью. Она точно знает, как со всем справиться — за исключением, конечно, непонятного джентльмена, который отказывается ответить на её любовь». Кроме того, она поёт несколько чувственных, меланхоличных песен. Как отмечает критик, «пение хорошее, однако акцент на глубоком горе и разочаровании слегка чрезмерен». Как продолжает Краузер, «в роли джентльмена, в которого она влюблена, Брюс Беннетт суров и непреклонен, в то время как Роберт Алда элегантен и настойчив в роли владельца ночного клуба, который гоняется за юбками».
Как отмечает Арнольд, «Пити Браун — это типичный персонаж Лупино и одновременно идеальная героиня Рауля Уолша: жёсткая и смелая, но в то же время нежная, она хороша в обоих качествах». Это был четвертый совместный фильм Уолша и Лупино, и режиссёр точно знал, «как использовать сильные стороны актрисы, чтобы получить то, что ему нужно». По словам Крейга Батлера, когда Лупино «прячет свои туманные глаза или стоит честно и прямо против мира, она требует от зрителя внимания, но и многое отдает взамен». Что же касается Роберта Алды, то он «немного слабоват», с другой стороны, «Брюс Беннетт выдаёт несколько хороших моментов». Деннис Шварц полагает, что «за исключением энергичной игры Лупино в роли измученной влюблённой женщины, которая старается помочь семье, актёрская игра слабая».